# Lozanovo
Lozanovo es un pueblo ubicado en el municipio de Kriva Palanka, en Macedonia del Norte.

## Superficie
Posee una superficie de 3,065 kilómetros cuadrados.

## Demografía
Hasta 2021 la población era de 64 habitantes, con una densidad de población de 20,88 habitantes por kilómetro cuadrado.